# Radio Parigi
Radio Paris, citata in Italia come Radio Parigi, fu un'emittente radiofonica francese attiva dal 1924 al 1944. 
Nel 1922 Emile Girardeau, fondò Radiola, la prima stazione radio privata a trasmettere in Francia; diventò Radio Paris il 29 marzo 1924.
Lo stato acquisì Radio Paris nel 1933. I vecchi proprietari reinvestirono nel settore parte dell'indennizzo ottenuto, dando successivamente vita alla RTL.
Radio Parigi resta celebre nella storia per l'importante ruolo di propaganda a sostegno dell'occupazione nazista durante la seconda guerra mondiale dal luglio 1940. Gli oppositori al regime di Vichy ascoltavano invece Radio Londres (Radio Londra) trasmessa dalla B.B.C.. Questa collaborazione fece cantare a Pierre Dac il ritornello: «Radio Paris ment, Radio Paris ment, Radio Paris est allemand» (traduzione: "Radio Parigi mente, Radio Parigi mente, Radio Parigi è tedesca") sull'aria de la Cucaracha (canto rivoluzionario dell'America Latina).
I locali della stazione furono liberati la sera del 15 agosto 1944 da un commando di poliziotti del movimento «Résistance Police» e da impiegati della stessa stazione.
| Controllo di autorità | VIAF (EN) 156080982 · ISNI (EN) 0000 0001 0432 7412 · LCCN (EN) n2004027710 · J9U (EN, HE) 987007601469705171 |